# 汽車總動員：公路旅行
《汽車總動員：公路旅行》（英語：Cars on the Road）是一部2022年美國電腦動畫劇集，是《汽車總動員系列》的劇集，由歐文·威爾森和王牌接線員拉里擔任主要配音員。該劇定於2022年9月8日在Disney+首播，共9集。

## 配音員
- 歐文·威爾森聲演閃電麥坤（英语：Lightning McQueen）
- 王牌接線員拉里聲演拖線（英语：Mater (Cars)）
- 寶妮·杭特聲演莎莉（英语：Sally Carrera）
- 切奇·馬林聲演雷蒙（Ramone）
- 羅德·希爾（英语：Lloyd Sherr）聲演阿飛（Fillmore）
- 昆塔·布倫森聲演艾薇（Ivy）

## 集數
| 集數 | 標題     | 導演          | 編劇          | 上線日期     |
| ---- | -------- | ------------- | ------------- | ------------ |
| 1    | 恐龍公園 | 史蒂夫·普賽爾 | 史蒂夫·普賽爾 | 2022年9月8日 |
| 2    | 熄燈後   | 史蒂夫·普賽爾 | 史蒂夫·普賽爾 | 2022年9月8日 |
| 3    | 瘋賽車   | 布萊恩·費     | 史蒂夫·普賽爾 | 2022年9月8日 |
| 4    | 傳說     | 布萊恩·費     | 史蒂夫·普賽爾 | 2022年9月8日 |
| 5    | 好戲上場 | 鮑比·波德斯塔 | 史蒂夫·普賽爾 | 2022年9月8日 |
| 6    | 卡車     | 鮑比·波德斯塔 | 史蒂夫·普賽爾 | 2022年9月8日 |
| 7    | 拍電影   | 布萊恩·費     | 史蒂夫·普賽爾 | 2022年9月8日 |
| 8    | 飆車族   | 史蒂夫·普賽爾 | 史蒂夫·普賽爾 | 2022年9月8日 |
| 9    | 結婚     | 鮑比·波德斯塔 | 史蒂夫·普賽爾 | 2022年9月8日 |

## 製作
2020年12月10日，皮克斯在迪士尼投資者日宣布，正在開發一部由閃電麥坤和拖線主演的《汽車總動員系列》動畫劇集，並定於2022年秋季在Disney+上首播。該劇由史蒂夫·普賽爾編劇，馬克·桑德海默製片，普賽爾還將與鮑比·波德斯塔（Bobby Podesta）和《Cars 3：閃電再起》導演布萊恩·費執導部分集數。2021年11月12日，宣布劇集名為《汽車總動員：公路旅行》（Cars on the Road），歐文·威爾森和王牌接線員拉里回歸聲演閃電麥坤以及拖線。

## 發行
該劇定於2022年9月8日在Disney+首播，共9集。

## 外部連結
- 互联网电影数据库（IMDb）上《汽車總動員：公路旅行》的资料（英文）